# Jean-Baptiste Salis
Pour les articles homonymes, voir Salis.
Jean-Baptiste Salis est un aviateur français, né à Montmorin (Puy-de-Dôme) le 19 septembre 1896, et mort à Cerny (Essonne) le 10 décembre 1967.

## Biographie
Sa vocation naît alors, qu'âgé de 12 ans, il apprend que Louis Blériot a traversé la Manche. Il ambitionne de traverser l'Atlantique et se forme seul à la mécanique d'aviation. En 1912, âgé de 15 ans, il achète trois épaves d'avion à l'aéroclub de Clermont-Ferrand grâce à un héritage d'une de ses grands-mères (600 francs-or). Après les avoir transportées en charrette jusqu'à la ferme familiale, il reconstruit une Libellule Hanriot mais s'écrase lors de son premier essai.
D'abord mécanicien, il devient pilote militaire au cours de la Première Guerre mondiale. Il est blessé à la bataille de Verdun et quitte les tranchées avec deux citations. Il intègre ensuite l'École de pilotage militaire de Pau et devient instructeur et pilote d'essai, livrant les appareils sur le front. À la fin du conflit, il totalise 1 900 heures de vol.
Avec les aviateurs Alfred Fronval et Charles Robin (également lieutenant), il crée la première patrouille d'acrobatie aérienne du monde. Ils disposent de trois Morane-Saulnier AI, qui sont reliés par un ruban tricolore. Ils participent à des meetings aériens, alors que le public se passionne pour ces spectacles. En 1933, Jean-Baptiste Salis fonde l'association Les Casques de cuir, qui souhaite « propager le goût et le sens de l'aviation parmi les foules, et plus précisément parmi les jeunes ».
En 1937, il commence à collectionner et à restaurer des avions anciens. L'année suivante, il s'installe à Cerny (Essonne), achète une ancienne ferme de 40 hectares qu'il baptiste « Ma petite Auvergne » et la transforme en école de mécaniciens. Elle se développe en lien avec le ministère de l'Air, reçoit 600 élèves la première année et 1200 la seconde, la Seconde Guerre mondiale y mettant un terme. Grâce au matériel confisqué aux Allemands après la Libération, il y crée ensuite une école de vol à voile. Il s'agit de nos jours de l'aérodrome de La Ferté-Alais. L'association, qui deviendra l'amicale Jean-Baptiste Salis, y prend racine. 
En parallèle, il restaure des avions pour le musée de l'Air de Chalais-Meudon. En 1955, à l'occasion du cinquante-et-unième anniversaire de l'Entente cordiale, il remet en état un avion de la marque Blériot et réitère sa traversée de la manche. Il recommence en 1959 pour le cinquantenaire de la traversée.
Il travaille avec son fils Jean à restaurer d'anciens avions, les collectionner, voire les reconstruire lorsqu'il n'en reste presque aucune pièce.
Après sa mort, son fils Jean et sa fille Irène reprennent le flambeau.
Un monument à sa mémoire a été érigé près d'Égliseneuve-près-Billom au bord de la route départementale 997.